# Microsoft

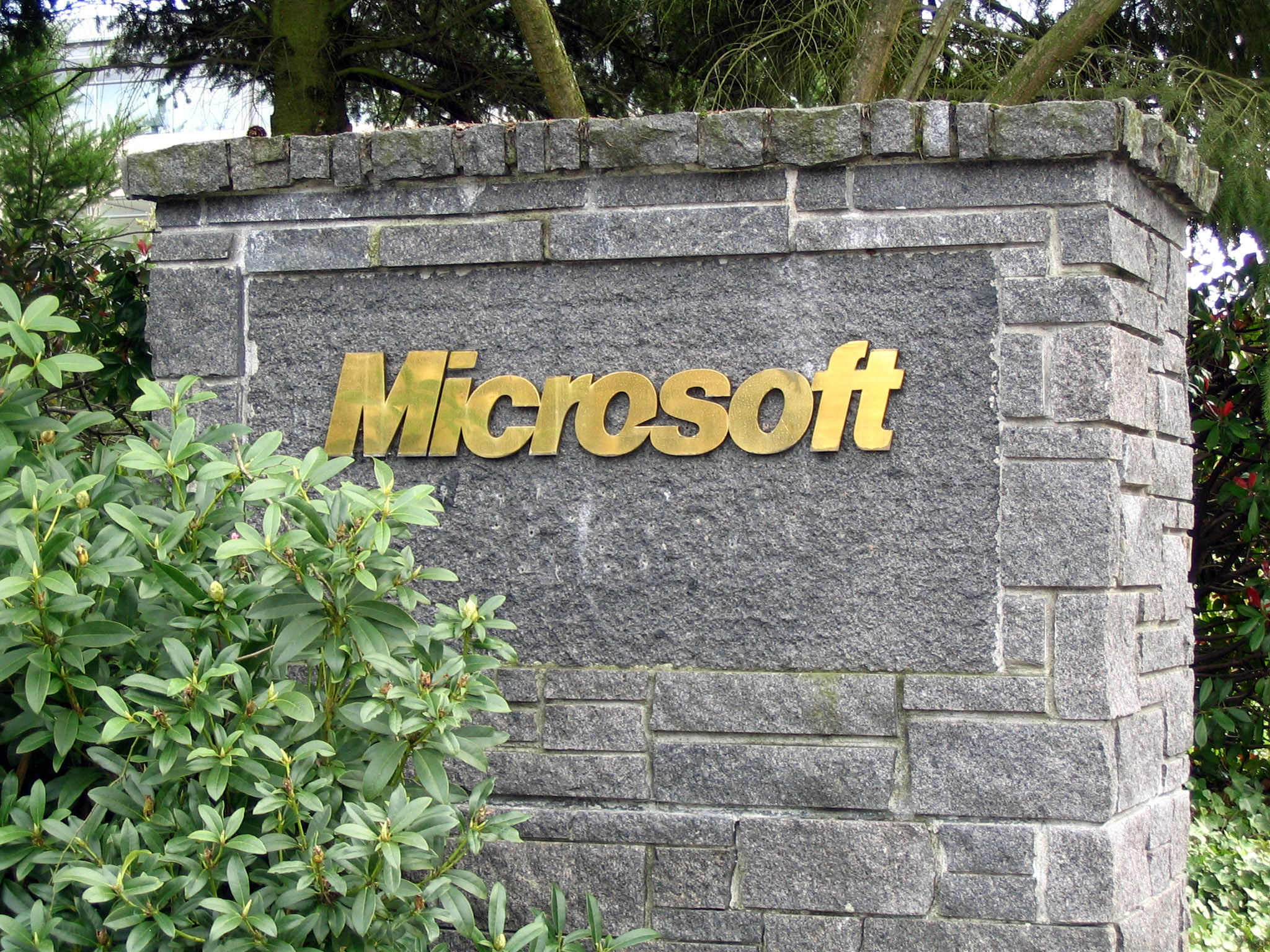
Het oude logo van Microsoft op een sokkel

Microsoft (vaak afgekort als MS) is een Amerikaans bedrijf uit Redmond in Washington. Microsoft ontwikkelt, verspreidt, licentieert en ondersteunt een breed scala aan computergerelateerde producten en diensten. Het bedrijf werd opgericht door Bill Gates en Paul Allen op 4 april 1975. Microsoft is 's werelds grootste softwarebedrijf en staat aan de top van bedrijven met de hoogste beurswaarde ter wereld. Op 31 juli 2025 kwam de beurswaarde over de US$ 4000 miljard en was het de tweede onderneming die deze grens overschreed, na Nvidia.
Het eerste door Microsoft ontwikkelde product was een BASIC-interpreter voor de Altair 8800 (een zelfbouwcomputer voor hobbyisten). Een overweldigend succes was het besturingssysteem MS-DOS waarmee het bedrijf in het midden van de jaren 80 de pc-markt domineerde. De populariteit van MS-DOS en daarna Microsoft Windows maakte drie medewerkers miljardairs en 12.000 miljonairs.
In 2016 was Microsoft dominant met besturingssystemen voor desktop-pc's en de bundels kantoorsoftware van Microsoft Office. Het bedrijf ontwikkelde ook nog diverse softwarepakketten voor werkstations en servers, en werd met Bing actief op de zoekmachinemarkt, de computerspelindustrie (met de Xbox-, Xbox 360- en Xbox One-spelconsoles), de markt voor online-diensten (via Skype) en mobiele telefoons (met Windows Phone).
Ook de markt voor de verkoop van hardware op tabletgebied werd betreden met de Microsoft Surface. Tevens verkoopt Microsoft verschillende soorten andere hardware, zoals toetsenborden en computermuizen. Ook de Xbox zelf wordt door Microsoft ontwikkeld.
Op 4 februari 2014 werd Satya Nadella benoemd tot CEO van Microsoft, als opvolger van Steve Ballmer.

## Geschiedenis

### 1972-1983: oprichting
Paul Allen en Bill Gates waren twee vrienden met veel interesse in het programmeren van computers. De Altair 8800 microcomputer was de eerste aanzet voor het opstarten van een nieuw bedrijf. Allen vond dat hij en Gates een BASIC-interpreter konden schrijven voor de computer. Nadat Gates contact opnam met MITS met de melding dat ze een werkende interpreter hadden gemaakt, wilde het MITS hiervan een presentatie zien. Hoewel het in een simulator draaide, ging MITS in maart 1975 akkoord om de Altair 8800 uit te brengen met het programma dat Altair BASIC werd gedoopt. Op 4 april 1975 werd Microsoft officieel opgericht met Bill Gates als CEO. Het zou Allen zijn geweest die de naam "Micro-Soft" had bedacht. Dat zou staan voor Microscopic Software, vanwege hun microcomputer.
In 1980 stapte Microsoft de markt van de besturingssystemen binnen met zijn eigen versie van Unix, Xenix genaamd. MS-DOS was echter het besturingssysteem dat Microsoft later een toekomst zou garanderen. Nadat een samenwerking met Digital Research mislukte, bood IBM Microsoft een contract aan in november 1980 om versies van het besturingssysteem CP/M te leveren voor de aankomende IBM Personal Computer (IBM PC). Voor dit project kocht Microsoft een CP/M-kloon genaamd 86-DOS van Seattle Computer Products en hernoemde het naar MS-DOS, dat IBM op zijn beurt hernoemde naar PC-DOS.
Door verschillende factoren, zoals de rijke hoeveelheid van software die beschikbaar was voor MS-DOS, nam Microsoft de leiding in de markt voor pc-besturingssystemen. Ook breidde het bedrijf uit naar nieuwe markten met het uitbrengen van de Microsoft Mouse in 1983. Verder werd Microsoft Press opgericht, dat verantwoordelijk zou zijn voor boeken op computergebied.

### 1984-1994: Windows en Office
Terwijl Microsoft samen met IBM bezig was aan het ontwikkelen van een nieuw OS, genaamd OS/2, werkte het ook aan een grafische uitbreiding voor MS-DOS, beter bekend als Microsoft Windows en bracht het uit op 20 november 1984. Microsoft verhuisde zijn hoofdkwartier ook naar Redmond op 26 februari 1986 en op 13 maart van dat jaar werd het bedrijf aan de beurs genoteerd. Hierdoor kreeg Microsoft in een snel tempo vier miljardairs en 12.000 miljonairs als personeel. Vanwege de samenwerking met IBM startte de Amerikaanse Mededingingsautoriteit, de Federal Trade Commission (FTC), een rechtszaak tegen Microsoft. Deze rechtszaak was het begin van een reeks zaken tegen Microsoft, gevoerd door de federale overheid van de Verenigde Staten. Microsoft kondigde later aan dat OS/2 zijn debuut zou maken 2 april 1987. Ondertussen werd er bij Microsoft ook hard gewerkt aan een 32 bit-besturingssysteem, onder de naam Microsoft Windows NT, dat gebruikmaakte van ideeën uit OS/2. De eerste versie werd vrijgegeven op 21 juli 1993 met een volledig modulaire kernel en de Win32-API. Toen Microsoft IBM inlichtte over Windows NT, werd hun samenwerking aan OS/2 verbroken.
In 1990 bracht Microsoft de eerste versie van zijn kantoorsoftwarepakket Microsoft Office uit. Het was bedoeld om diverse applicaties samen te voegen in één pakket, zoals Microsoft Word en Microsoft Excel. Op 22 mei van datzelfde jaar bracht Microsoft ook Windows 3.0 uit met een nieuwe, gestroomlijnde interface. Zowel Windows als Office werden dominant op hun markten. Hieruit volgde opnieuw zeer veel rechtszaken tegen Microsoft van onder andere Novell, dat claimde dat Microsoft delen van zijn API's niet documenteerde zodat enkel zij er gebruik van zouden kunnen maken.

### 1995-2005: Internet en 32 bit
Microsoft herwerkte diverse producten na Bill Gates' "Internet Tidal Wave memo". Het eerste voorbeeld daarvan is Windows 95, waarin voor het eerst ondersteuning zat voor pre-emptive multitasking en ook een nieuwe interface, met startknop geïntroduceerd werd. Ook 32 bit-ondersteuning werd toegevoegd. Hiermee bood Windows 95, net als de zakelijke versie van Windows (Windows NT), ook ondersteuning voor de Win32-API's. Windows 95 bevatte de online services van Microsoft, genaamd MSN. OEM's konden ook Internet Explorer meeleveren. Deze browser was nog geen standaardonderdeel van Windows 95, omdat het project te laat voltooid werd. In 1996 lanceerde Microsoft samen met NBC Universal het nieuwsnetwerk MSNBC. Ook Windows CE maakte zijn intrede voor apparaten met weinig geheugen. In oktober 1997 werd Microsoft aangeklaagd voor het bundelen van Internet Explorer met Windows.
Op 13 januari 2000 nam Bill Gates afscheid als CEO van het bedrijf. Hij werd opgevolgd door Steve Ballmer. Op 25 oktober 2001 bracht Microsoft Windows XP op de markt, de eerste versie van Windows die draaide op Windows NT en ook bedoeld was voor consumenten. Later in 2001 ging Microsoft de concurrentie aan met Sony en Nintendo door de Xbox te lanceren. In maart 2004 werd Microsoft aangeklaagd door de Europese Unie wegens machtsmisbruik met het monopolie dat Microsoft zou hebben bereikt met Windows. Het bedrijf kreeg een boete opgelegd van 497 miljoen euro en moest nieuwe versies van Windows uitbrengen zonder Windows Media Player, wat resulteerde in Windows XP Home Edition N en Windows XP Professional N. In 2004 schikte Microsoft ook nog met de Verenigde Staten in een gelijkaardig proces. Op 12 mei 2005 lanceerde Microsoft de nieuwere versie van de Xbox genaamd de Xbox 360.

### 2006-2009: Windows Vista, 7 en de Cloud
In januari 2007 lanceerde Microsoft de volgende versie van Windows, Windows Vista. Er werd vooral gefocust op functies, beveiliging en een grote visuele update met de nieuwe gebruikersinterface Windows Aero. Microsoft Office 2007 kwam datzelfde jaar uit, ook voorzien van een volledig vernieuwde interface, de zogeheten 'ribbon'. Met dank aan sterke verkopen van zowel Windows als Office slaagde Microsoft erin om een record winst neer te zetten in 2007. In februari 2007 kreeg Microsoft nogmaals een boete van de Europese Unie, ditmaal van 899 miljoen euro, vanwege het niet naleven van de regeling van maart 2004. Microsoft zou concurrenten onredelijke prijzen hebben laten betalen voor informatie over producten. Microsoft zelf zegt volledig te voldoen aan de eisen en dat "these fines are about the past issues that have been resolved" (deze boetes zijn voor problemen uit het verleden die al zijn opgelost).
Met Windows Azure maakte Microsoft zijn intrede in de cloud op 27 oktober 2008. Op 12 februari 2009 kondigde Microsoft zijn plannen aan voor het openen van zijn eigen winkels. En op 22 oktober 2009 opende de eerste Microsoft Store in Scottsdale (Arizona) op dezelfde dag als de lancering van Windows 7. De focus van Windows 7 lag voornamelijk op het verbeteren van Windows Vista met een verbeterde gebruiksvriendelijkheid, betere prestaties en nieuwe functies.

### 2010-2013: Windows 8, Windows Phone, Surface en Metro
Nadat de smartphone-industrie een explosieve groei doormaakte in 2007, kreeg Microsoft problemen met het bijhouden van zijn concurrenten Apple en Google. Microsoft besloot daarom om in 2010 een einde te maken aan Windows Mobile en volledig opnieuw te beginnen met Windows Phone. Windows Phone maakte gebruik van de Metro UI, gebaseerd op de interface van Zune en de informatieborden die te zien zijn in metrostations. Microsoft ging ook een verbinding aan met het Finse Nokia.
Verschillende producten van Microsoft ondergingen in 2011 en 2012 een identiteitswijziging. Zo goed als alle logo's van alle producten van Microsoft werden herontworpen volgens de Metro UI, inclusief Microsofts eigen logo. Ook de interface van verschillende programma's werd volgens deze principes herontworpen. Een eerste voorbeeld daarvan is Windows 8, dat Microsoft voor het eerst toonde in juni 2011, met een preview voor het grote publiek op 13 september 2011. De nieuwe interface moest Windows voor tablets geschikt maken en was de eerste stap naar een enkel besturingssysteem voor alle apparaten. Later volgde er nog twee previews, de Consumer Preview en Release Preview, op 29 februari 2012 en 31 mei 2012, respectievelijk. De Xbox 360 werd in 2011 ook van een nieuwe interface voorzien.
Microsoft kondigde op 18 juni 2012 de Surface aan, de eerste keer dat Microsoft zelf een computer op de markt bracht. Het betaalde op 25 juni 2012 US$ 1,2 miljard voor de overname van Yammer. Het maakte op 31 juli 2012 een einde aan Windows Live Hotmail en lanceerde Outlook ter vervanging. Outlook.com bracht ook een nieuwe, op de Metro UI gebaseerde interface. Windows Server 2012 kwam op 4 september 2012, gevolgd door Windows 8 en Microsoft Surface op 26 oktober 2012. Windows Phone 8 volgde drie dagen later. Windows Phone 8 was het eerste mobiele besturingssysteem, dat van Windows NT gebruikmaakte in plaats van Windows CE.
Microsoft begon aan het begin van 2013 met Microsoft Office 2013, samen met Office 365. De spelconsole van de achtste generatie Xbox One, die werd in mei 2013 aangekondigd, kwam op de markt. De beurswaarde van Microsoft daalde op 19 juli 2013 met 11 procent na de bekendmaking van de cijfers van het vierde kwartaal. Het was de grootste daling in marktwaarde sinds 2000. Oorzaak waren de slechte prestaties van Windows 8 en Surface. Microsoft ging op 3 september 2013 met de overname van Nokia's smartphonedivisie akkoord, voor US$ 7 miljard. Microsoft onderging in 2013 nog een grote herstructurering.

### 2014-2021: Windows 10, Nokia, Minecraft en de Europese cloud
Op 4 februari 2014 droeg Steve Ballmer de positie van CEO over aan Satya Nadella. Windows Phone 8.1 werd aangekondigd op 2 april 2014, met een publieke bèta op 14 april 2014. Een van de grote nieuwe functies was Microsoft Cortana. De overname van Nokia werd op 25 april 2014 voltooid en Microsoft startte met het hernoemen van verschillende Nokiaproducten naar de merknaam Lumia. Microsoft werd ook verplicht zijn SkyDrive-service een nieuwe naam te geven; dit werd Microsoft OneDrive. Met 250 miljoen gebruikers wist Microsoft een groot succes te halen met OneDrive. Ook Microsoft Azure ging verder in diens momentum. Op 15 september 2014 kondigde Microsoft de overname van Mojang AB voor US$ 2,5 miljard aan. Het bedrijf was gekend voor zijn populaire game Minecraft. Op 30 september 2014 kondigde Microsoft Windows 10 aan. Windows 10 moet een einde maken aan zowel Windows, Windows Phone, Windows Embedded, Windows on Devices, als Xbox One OS en in plaats daarvan één enkel platform bieden.
In juli 2015 maakte Microsoft bekend US$ 7,6 miljard (€ 6,9 miljard) op de mobieletelefoontak van Nokia af te schrijven. Dit is bijna net zoveel als Microsoft in de zomer van 2013 ervoor betaalde. In het eerste kwartaal 2015 had de combinatie slechts een marktaandeel van 2,5% in het totale aantal verkochte smartphones. Microsoft zal overigens niet volledig stoppen met de ontwikkeling van mobiele telefoons.
Het bedrijf ging ook verder in de Surface-lijn. Zo is al de zesde versie van de Surface-tablet verschenen en een tweede Surface Book. Ook kwamen er al twee versies van de Surface Studio en de Laptop alsook een eerste Surface Go. De Surfacelijn die oorspronkelijk computers bevatte is nu ook al uitgebreid en heeft nu zo zijn eigen hoofdtelefoon in het gamma.
In mei 2021 kondigde Microsoft aan een Europese cloud voor bedrijven en overheden te gaan opzetten. De gangbare praktijk om alle technische data en gebruiksgegevens op te slaan in Amerikaanse servers komt daarmee tot een einde. Hiermee voldoet Microsoft aan privacyregelingen van de Europese Unie. Dit gaat gelden voor alle clouddiensten van het bedrijf zoals Azure, Microsoft 365 en Dynamics 365.
In december 2021 deed Microsoft een bod van US$ 68,7 miljard (ca. € 60 miljard) op gamemaker Activision Blizzard. Na de overname worden de spellen van Activision Blizzard toegevoegd aan Microsofts game-abonnement, dat meer dan 25 miljoen gebruikers heeft. De overname moet eerst nog worden goedgekeurd door instanties. Het is verreweg de duurste overname tot nu toe in de computerspelindustrie.

### 2022-heden: Windows 11, Windows Fluent Design en kunstmatige intelligentie
In 2021  is Windows 11 uitgebracht.
Windows 11 maakt gebruik van het Windows Fluent Design, of ook wel Fluent UI.
Deze designstijl wordt ook gebruikt in alle andere Microsoft-applicaties. De Microsoft Store voor Windows 10 heeft ook het Windows Fluent Design. Microsoft Outlook voor Windows 11 heeft een nieuw pictogram dat matcht met het Windows Fluent Design.
Microsoft heeft zijn intrede op kunstmatige intelligentie opgedaan in 2022, want toen is Bing AI uitgebracht, dat ook wel Bing Chat genoemd wordt, een chatbot die toegang heeft tot het internet. Bing Chat is gebaseerd op Chat GPT-4. In 2023 werd Microsoft Copilot geïntroduceerd, die in verschillende Microsoftprogramma's zit ingebouwd.
Op 6 september 2023 wees de Europese Commissie Microsoft aan als poortwachter in het kader van de Verordening digitale markten en werden Windows PC OS en LinkedIn aangewezen als kernplatformdiensten.
Sinds 2024 zijn er Copilot+PC's op de markt, pc's die ontworpen zijn voor AI-taken.

## Activiteiten
In 2020 had Microsoft de activiteiten in drie onderdelen opgesplitst, Productivity and Business Processes, Intelligent Cloud en More Personal Computing. Alle drie leveren bijna een gelijke bijdrage aan de omzet en het resultaat.
Het geeft op jaarbasis zo'n 12-13% van de omzet uit aan Onderzoek & Ontwikkeling (R&D). Microsoft Research is de internationale onderzoekstak van Microsoft, die samenwerkt met diverse universiteiten, en die naast toegepast onderzoek ook fundamenteel onderzoek doet. Er werkten zo'n 81.000 mensen binnen de &D afdelingen in 2024.
In 1986 kreeg het aandeel Microsoft een beursnotering. Het aandeel werd tegen een introductieprijs van US$ 21 aangeboden.
Het bedrijf heeft een gebroken boekjaar dat loopt tot eind juni. Het jaar 2025 heeft betrekking op de periode van 1 juli 2024 tot en met 30 juni 2025.
| Jaar | Omzet           | Netto- resultaat | Werknemers |
| Jaar | (× US$ miljoen) | (× US$ miljoen)  | Werknemers |
| ---- | --------------- | ---------------- | ---------- |
| 1995 | 4649            | 1146             |            |
| 2000 | 19.747          | 7785             | 34.400     |
| 2005 | 39.788          | 12.254           | 61.000     |
| 2010 | 62.484          | 18.760           | 89.000     |
| 2011 | 69.943          | 23.150           | 90.000     |
| 2012 | 73.723          | 16.978           | 94.000     |
| 2013 | 77.849          | 21.863           | 99.000     |
| 2014 | 86.833          | 22.074           | 128.000    |
| 2015 | 93.580          | 12.193           | 118.000    |
| 2016 | 91.154          | 20.539           | 114.000    |
| 2017 | 96.571          | 25.489           | 124.000    |
| 2018 | 110.360         | 16.571           | 131.000    |
| 2019 | 125.843         | 39.240           | 144.106    |
| 2020 | 143.015         | 44.281           | 163.000    |
| 2021 | 168.088         | 61.271           | 181.000    |
| 2022 | 198.270         | 72.738           | 221.000    |
| 2023 | 211.915         | 72.361           | 221.000    |
| 2024 | 245.122         | 88.136           | 228.000    |
| 2025 | 281.724         | 101.832          |            |

### Belastingen
Een fiscaal onderzoek van de ngo Cictar in 2022 besloot “dat de gemiddelde verpleger meer afstaat aan de overheid dan wat sommige dochterbedrijven van Microsoft betalen aan vennootschapsbelasting”, en dit ondanks royale overheidscontracten. Een belangrijk vehikel in deze operaties blijkt Microsoft Global Finance, een in belastingparadijs Bermuda gevestigde dochteronderneming zonder geregistreerde werknemers, die niettemin miljardenwinsten rapporteerde, terwijl ze geen belastingen betaalde.

## Marketing
Microsoft werd in de jaren negentig veel geprezen om zijn slimme marketing. Zo koos het bedrijf ervoor om alle producten van de Microsoft-merknaam te voorzien. MultiPlan werd omgedoopt tot Microsoft Excel en de tekstverwerker Word werd Microsoft Word. Deze strategie heeft echter grote vormen aangenomen: sinds 2003 heet Word Microsoft Office Word en in Windows Vista (2007) kregen veel reeds bekende programma's opeens een Windows-prefix. Nieuwe .NET-onderdelen, zoals Avalon, werden op gezag van de marketingafdeling Windows Presentation Foundation gedoopt. Een IE-ontwikkelaar grapte dat IE weleens "IE Desktop Online Web Browser Live Professional Ultimate Edition for the Internet" kon gaan heten.
Een ander voorbeeld is de integratie tussen verschillende Microsoft-producten (de standaard aanwezige 'Send To'-menuoptie in Office werkt met Outlook, etc.). Ook publiceert het bedrijf regelmatig over onderzoek naar de gebruiksvriendelijkheid van computerprogramma's en onderwerpt het eigen programma's aan tests door mensen die van de straat worden geplukt.
Het bedrijf sluit bovendien diverse overeenkomsten met publieke instellingen, onder meer door regelmatig aanbiedingen aan scholen en universiteiten te doen, om zo jonge ontwikkelaars aan zich te binden en door eigen software weg te geven aan derden.

## Monopolie

### Antitrustbezwaren
Volgens Europese wetgeving misbruikte Microsoft zijn dominante positie in de Europese softwaremarkt. Het bedrijf werd onder meer verweten:
- Concurrent Real Media uit de markt te drukken door eigen software te bundelen met Windows. Met name mediaprogramma RealPlayer door het bundelen van Windows Media Player.
- Concurrentie te beperken door eigen zeer populaire serverprotocollen te gebruiken waarmee Microsofts eigen software goed kon communiceren, maar software van concurrenten niet. Bijvoorbeeld Active directory en Microsoft Exchange-protocollen

Microsoft is hiervoor veroordeeld met diverse boetes, werd gedwongen een Windows-versie zonder Media Player in Europa te leveren en om de serverprotocollen tegen een redelijke vergoeding aan concurrenten beschikbaar te stellen. Omdat Microsoft naar mening van de EU niet snel genoeg de protocollen beschikbaar stelde, werd de boete verhoogd. Hierover loopt nog een beroep van Microsoft.
Later heeft de Europese browserbouwer Opera een klacht ingediend tegen de browserbundeling van Windows Internet Explorer met Windows. Microsoft heeft daarover in 2009 een schikking getroffen met de EU. Volgens deze schikking moet Microsoft in Europa zijn (particuliere) gebruikers expliciet vragen of ze Internet Explorer of een andere browser als standaardbrowser willen instellen.

### Rechtszaken
In 1998 spanden negen staten in de VS een rechtszaak aan tegen Microsoft omdat:
- Microsoft OEM's zou verbieden software van andere producenten mee te leveren.
- Microsoft de Javastandaard van Sun niet zou naleven.
- Microsoft Internet Explorer zodanig geïntegreerd zou meeleveren dat het voor andere browserleveranciers het concurreren vrijwel onmogelijk maakt.

### Schikkingen
In 2001 kwamen de openbare aanklager en Microsoft tot een schikking waarin staat dat het Microsoft niet verboden wordt om extra applicaties mee te leveren met Windows, maar dat het bedrijf niet mag eisen dat OEM's geen andere software meeleveren. Deze schikking werd door Microsoft als een overwinning beschouwd.
Als reactie op de (vermeende) te hoge prijzen voor de software hebben zeven Amerikaanse staten een rechtszaak aangespannen tegen Microsoft. In januari 2003 treft Microsoft wederom een schikking met de staat Californië, waarin Microsoft aan bedrijven en personen uit deze staat kortingsbonnen verstrekt als zij kunnen aantonen in de periode 1998-2003 producten van Microsoft gekocht te hebben. In totaal kon deze schikking Microsoft 1,1 miljard dollar kosten.
Microsoft is ook een reeks van schikkingen aangegaan met concurrenten om geschillen op te lossen.

### Europese rechtszaken
Na lang onderzoek heeft de Europese Commissie geconcludeerd dat Microsoft marktaandeel heeft verworven ten koste van zijn concurrenten (bijvoorbeeld Real Player) met behulp van de eigen mediaplayer (Windows Media Player) die in Windows werd geïntegreerd. In 2004 werd Microsoft door de Europese Commissie veroordeeld wegens het bundelen van Windows Media Player met Windows. Microsoft kreeg een boete van 497 miljoen euro opgelegd, de hoogste boete ooit opgelegd door de EC. Microsoft tekende hiertegen protest aan bij het Europese Hof van Justitie, maar zag zich in 2006 opnieuw geconfronteerd met een boete, ditmaal van 280 miljoen euro en een dwangsom van drie miljoen per dag bij verdere overtreding. De boete werd opgelegd omdat Microsoft in gebreke bleef bij het beschikbaar stellen van technische documentatie voor het ontsluiten van de Microsoft server-producten door producten van derde leveranciers.
Op 17 september 2007 bevestigde de Europese rechter het oordeel van de Europese Commissie (onder leiding van Neelie Kroes) dat Microsoft als monopolist optrad, waarmee een boete onvermijdelijk werd. Microsoft kon nog wel in beroep gaan tegen deze uitspraak, maar daarbij blijven deze feiten overeind. Door deze uitspraak werd Microsoft gedwongen om in ieder geval in Europa een andere werkwijze te volgen.
In 2008 legde de Europese Commissie Microsoft een boete op van 899 miljoen euro voor het niet vrijgeven van technische informatie waarmee andere bedrijven toepassingen konden ontwikkelen voor Microsoft Windows.

### Gevolgen voor Microsoft
Door verscheidene sancties, dwangsommen, schikkingen en andere maatregelen is Microsoft genoodzaakt om in Europa onder andere ook zogenaamde 'N'-versies te verkopen. Dit zijn aangepaste edities van het Windows-besturingssysteem zonder de bekende onderdelen Windows Media Player en in Vista ook zonder Media Center. Bijvoorbeeld: Windows Vista Home Basic N. Voor de Zuid-Koreaanse markt zijn er 'K'-versies. (eveneens zonder Media Player en dergelijke)

## Producten

### Software
Microsoft heeft onder meer de volgende software uitgebracht:
- MS-DOS (opgekocht en daarna verder ontwikkeld)
- Microsoft Dynamics (voormalig Microsoft Business Solutions) (door overname van Navision)
  - Microsoft Dynamics CRM
- Microsoft Encarta (encyclopedie)
- Microsoft Image Composite Editor (Microsoft Research)
- Microsoft Dynamics Entrepreneur
- Microsoft Flight Simulator (vliegsimulatie)
- Microsoft Train Simulator (treinsimulatie)
- Microsoft Popfly (online webpaginaprogramma, in bètafase)
- Windows Essentials
  - Windows Live Messenger (instant messaging, later opgegaan in Skype)
  - Windows Photo Gallery (fotoprogramma)
  - Windows Live Mail (e-mail)
  - Microsoft OneDrive (online opslag)
  - Bing Toolbar (toolbar)
  - Windows Movie Maker (videoprogramma)
  - Windows Live Writer (bloggen)
- Microsoft Musical Instruments (muziekinstrumentenprogramma)
- Microsoft Security Essentials (antivirus)
- Microsoft 365 (kantoorpakket)
  - Microsoft Access (database)
  - Microsoft Excel (spreadsheet)
  - Microsoft Outlook (e-mail- en agendaprogramma)
  - Microsoft PowerPoint (presentatieprogramma)
  - Microsoft Visio (opgekocht)
  - Microsoft Word (tekstverwerking)
  - Microsoft Sway (presentatieprogramma)
  - Microsoft Lync (chat-, videogesprek- en telefonieprogramma)
  - Microsoft OneNote (notitieprogramma)
  - Microsoft Publisher
  - Microsoft Project
  - Microsoft Power BI
- Microsoft Edge (webbrowser)
- Microsoft Expression Studio (multimediapakket)
  - Microsoft Expression Web (webpagina-ontwerpprogramma)
  - Microsoft Expression Blend (webcontent-ontwerpprogramma)
  - Microsoft Expression Design (illustratie en grafisch ontwerpprogramma)
  - Microsoft Expression Media (multimediaontwerpprogramma)
- Microsoft Sharepoint Portal Server
- SQL Server (database opgekocht van Sybase)
- SQL Reporting Services
- Visual Studio (programmeeromgeving)
- VirtualPC (opgekocht van Connectix)
- Windows (besturingssysteem)
  - Internet Explorer (webbrowser)
  - Outlook Express (e-mailprogramma)
  - Media Player (geluids-/videospeler)
  - Paint (afbeeldingsbewerking)
  - Windows Sharepoint Services
  - Windows Mail, een e-mailprogramma voor Windows Vista
  - Knipprogramma, een programma om een schermafbeelding te maken
  - Sticky Notes, een programma om kleine notities bij te houden (PlakNotities)
- Microsoft Works (kantoorpakket)
- GitHub (versiebeheersysteem opgekocht van GitHub Inc. in 2018)
- Microsoft Azure (cloud-computingplatform)
  - Microsoft Azure DevOps (versiebeheersysteem)

Microsoft is ook eigenaar van diverse lettertypen.

### Hardware
Hoewel Microsoft zich vooral bezighoudt met software, produceert het bedrijf ook hardware:
- Muizen, toetsenborden en joysticks
- TV Photo Viewer
- Xbox, Xbox 360, Xbox One, Xbox One S, Xbox One X, Xbox Series X/S
- Kinect
- Microsoft Band
- Microsoft PixelSense (een tafel met een lcd-aanraakscherm)
- Microsoft Surface (tablet)

Niet langer geproduceerde hardware:
- Microsoft Kin, smartphone met fysiek toetsenbord
- Microsoft Lumia, smartphoneserie die onder Microsoft Mobile valt sinds de overname van Nokia in 2014
- Zune (muziek- en videospeler - wordt niet meer geproduceerd)
- Asha, smartphoneserie die onder Microsoft Mobile valt sinds de overname van Nokia in 2014
- X, smartphoneserie die onder Microsoft Mobile valt sinds de overname van Nokia in 2014

### Online diensten
Microsoft biedt sinds geruime tijd ook diensten aan op het internet:
- Outlook.com (webgebaseerde e-mailservice, voormalig Hotmail en MSN Hotmail)
- Bing (zoekmachine, voormalig MSN Search en Live Search)
- Clipchamp (online-videobewerker)
- Windows Live (portaal)
- MSN (portaal)
- Xbox live (online dienst)
- LinkedIn (online dienst)

## Overnames
In de loop der jaren heeft Microsoft tal van bedrijven overgenomen:
- 1987: Microsoft neemt Forethought over, een bedrijf dat presentatiesoftware ontwikkelde. Na de overname werd het omgedoopt tot Microsoft PowerPoint.
- 1997: Hotmail wordt overgenomen voor 500 miljoen dollar. Na de overname voegde Microsoft Hotmail samen met MSN. Hotmailgebruikers werden vanaf 31 juli 2012 omgeschakeld naar de opvolger van Hotmail, Outlook.com.
- 2000: Visio Corporation ontwikkelde diagramapplicaties en werd na overname Microsoft Visio genoemd.
- 2002: Navision ontwikkelde de technologie voor de zogenaamde Microsoft Dynamics NAV enterprise resource planning software. Na de overname werd dit een nieuwe divisie binnen Microsoft genaamd Microsoft Business Solutions dat ondertussen omgedoopt is naar Microsoft Dynamics.
- 2007: aQuantive was voor de overname van Microsoft een grote speler in de online advertentiemarkt. Google was op dat moment marktleider in online adverteren.
- 2011: Microsoft koopt VoIP-dienst Skype voor US$ 8,5 miljard.
- 2014: De mobiele tak en enkele patenten van Nokia werden op 25 april voor US$ 5,44 miljard dollar overgenomen.
- 2014: Microsoft neemt het computerspellenbedrijf Mojang, vooral bekend van het spel Minecraft, over voor US$ 2,5 miljard.[17]
- 2015: Microsoft neemt de communicatietool Talko over voor een onbekend bedrag.
- 2016: Microsoft neemt LinkedIn over voor US$ 26,2 miljard.[18]
- 2016: Microsoft koopt Xamarin.[19]
- 2018: Microsoft koopt GitHub over voor US$ 7,5 miljard.[20]
- 2020: Microsoft koopt ZeniMax Media Inc. voor US$ 7,5 miljard.[21]
- 2022: Microsoft neemt Activision Blizzard over voor US$ 68,7 miljard.[7]